# Syncyamus ilheusensis
Syncyamus ilheusensis is een vlokreeftensoort uit de familie van de Cyamidae. De wetenschappelijke naam van de soort is voor het eerst geldig gepubliceerd in 2004 door Haney, De Almeida & Reid.